# Найджел Брюс
Найджел Брюс (англ. William Nigel Ernle Bruce; 4 лютого 1895 — 8 жовтня 1953) — англійський актор.

## Біографія і творчість
Найджел Брюс був другим сином сера Вільяма Уоллера Брюса (1856—1912) і його дружини Анжеліки (померла 1917), дочки Джорджа Селбі, генерала Королівської артилерії. Найджел отримав освіту в Грейнджі, Стевендже, і в Абінгдонской школі (Беркшир). З 1914 служив у Франції, як лейтенанта, але отримав серйозне поранення (одночасно одинадцять куль) в ліву ногу) в Камбре, і більшу частину війни провів в кріслі-каталці.
12 травня 1920 року відбувся його дебют на сцені Театру Комедії. У жовтні того ж року він вирушив до Канади. Вісім років по тому також почав працювати в кінематографі. У 1934 році він переїхав до Голлівуду.
За час своєї кар'єри кіноактора Брюс працював в 78 фільмах. Знімався у фільмах Альфреда Гічкока «Ребекка» та «Підозра». У фільмі «Син Лессі» зіграв дідуся юної Елізабет Тейлор.
Але головна роль Найджела Брюса — роль доктора Ватсона в серії фільмів присвячених пригодам Шерлока Холмса. У ролі Холмса знімався його друг Безіл Ретбоун. Хоча Ватсон часто, в фільмах серії, показувався як старший з двох головних героїв, але фактично Брюс на три роки молодший, ніж Ретбоун. Його трактування образу Ватсона має більше комічний відтінок і не завжди позитивно сприймається шанувальниками Конан-Дойля.
Був одружений з англійською актрисою Віолетт Кемпбелл з 1921 року. Мав двох дітей.
Помер в 58 років від серцевого нападу.
Ні Найджел Брюс, ні Безіл Ретбоун так ніколи і не прийняли громадянства США, залишаючись підданими Великої Британії.

## Вибрана фільмографія
- 1934 — Острів скарбів / Treasure Island
- 1936 — Під двома прапорами / Under Two Flags
- 1936 — Атака легкої кавалерії
- 1937 — Кінець місіс Чейні
- 1940 — Синій птах
- 1940 — Ребекка
- 1940 — Ліліан Рассел
- 1940 — Сьюзен і Бог
- 1941 — Підозра
- 1943 — Вічність і один день
- 1943 — Лессі повертається додому
- 1952 — Вогні рампи
- 1952 — Диявол Бвана